# SPARC (tokamak)
SPARC és un tokamak que està sent desenvolupat per Commonwealth Fusion Systems (CFS) en col·laboració amb el Centre de Ciència i Fusió del Plasma (PSFC) de l'Institut Tecnològic de Massachusetts (MIT). El finançament ha vingut d'Eni, Breakthrough Energy Ventures, Khosla Ventures, Temasek, Equinor, Devonshire Investors i altres.
SPARC té previst verificar la tecnologia i la física necessàries per construir una central elèctrica basada en el concepte de central de fusió ARC. SPARC està dissenyat per aconseguir això amb un marge superior al punt d'equilibri i pot ser capaç d'aconseguir fins a 140 MW de potència de fusió per a ràfegues de 10 segons malgrat la seva mida relativament compacta.
Està previst que el projecte comenci a funcionar el 2026, amb l'objectiu de demostrar la potència neta (Q > 1) el 2027.  Anteriorment estava previst que entrés en funcionament el 2025 després de completar una prova d'imant el 2021.

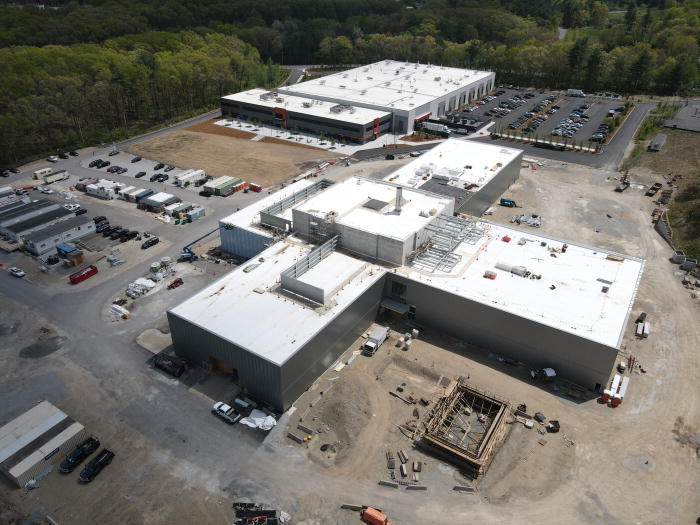
Obra en construcció al maig de 2023

## Història
El projecte SPARC es va anunciar el 2018 amb una finalització prevista per al 2025.  El nom es va escollir com a abreviatura de "Smallest Possible ARC", on ARC significa "assequible, robust, compacte".  El març de 2021, CFS va anunciar que tenia previst construir SPARC al seu campus de Devens, Massachusetts.
El setembre de 2021, el projecte va provar amb èxit un prototip de bobina toroïdal d'alt camp, aconseguint un rècord per a imants superconductors d'alta temperatura, amb una intensitat de camp de 20 T a la temperatura de 20 K.
El novembre de 2024 es va fer una demostració d'un prototip del solenoide central del reactor i l'edifici que allotjava l'SPARC a Devens es va completar en gran part, amb el muntatge del tokomak SPARC en les primeres etapes.

## Tecnologia
SPARC utilitza imants superconductors d'alta temperatura d'òxid de coure i itri, bari i itri (YBCO) que mantenen la superconductivitat a temperatures de fins a 77 K (òptimament a 10 K). S'espera que els plasmes resultants generin almenys el doble d'energia de la necessària per mantenir-se a altes temperatures (200 milions de K), donant un guany de fusió Q > 2, amb un Q esperat ≈ 11.